# Безглазики
Безглазики, или клавигеры (лат. Claviger) — род мирмекофильных жуков ощупников из семейства стафилинид. 
Усики из 6 члеников (последний членик цилиндрический, вздутый). Лапки 3-члениковые. Глаз нет, голова узкая. Не летают. Живут в гнёздах муравьёв Lasius, которые кормят их, отрыгивая из рта сахаристые вещества, и заботливо охраняют наравне со своими личинками и куколками. Муравьи со своей стороны слизывают выделение, выступающее на спинной стороне брюшка этих жуков и особенно на пучках волосков, находящихся на надкрыльях.

## Список видов

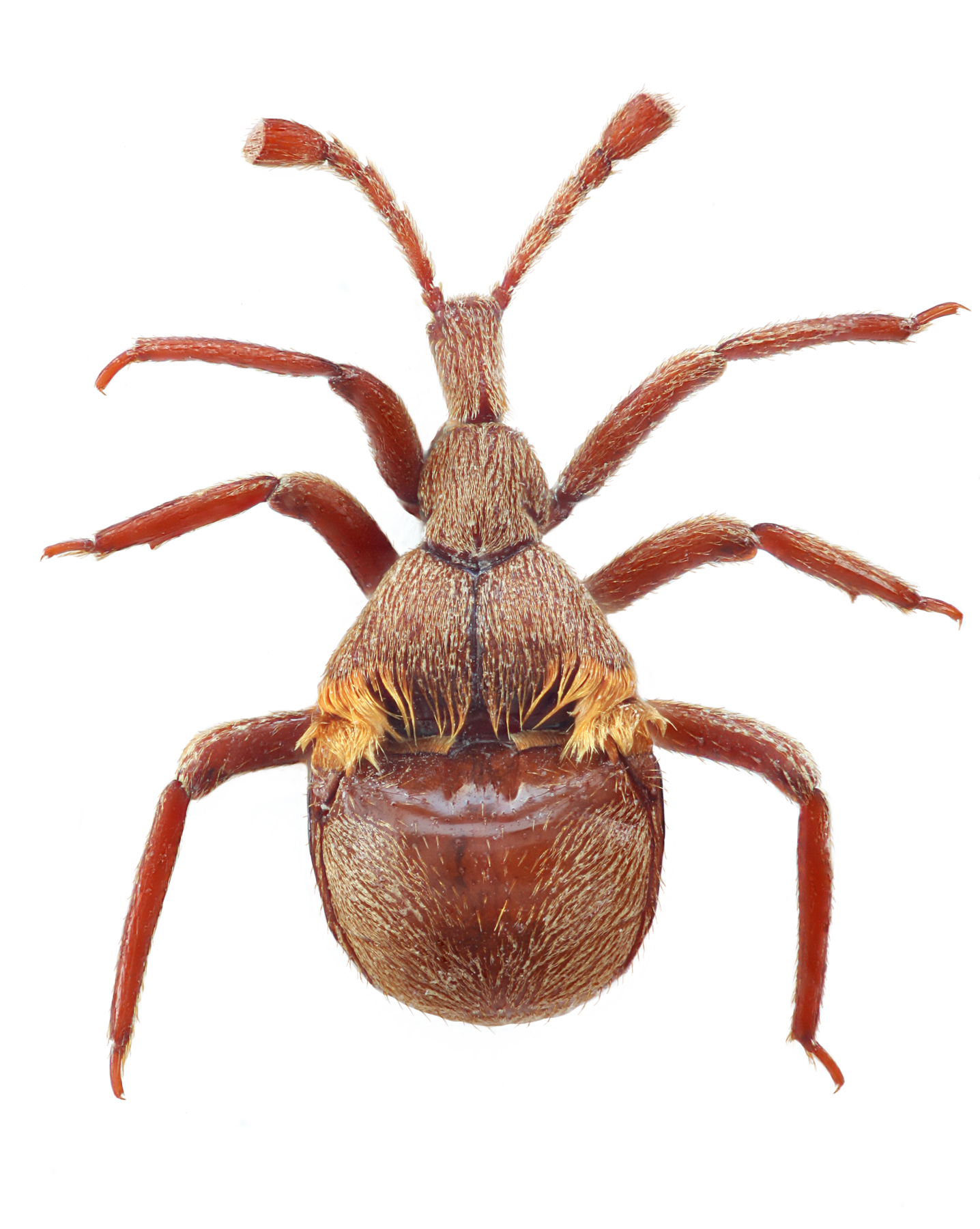
Claviger longicornis

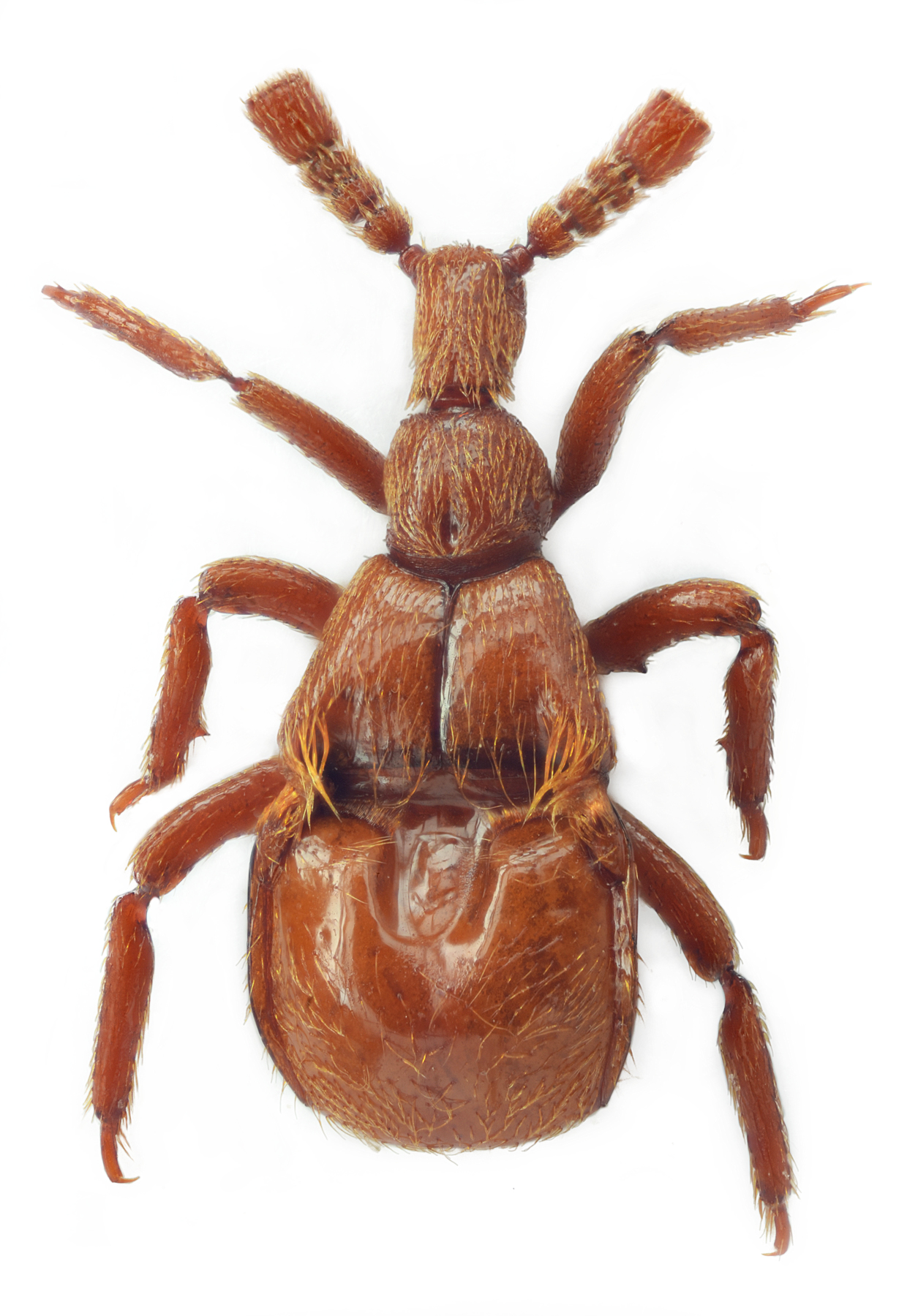
Claviger testaceus

В бывшем СССР более 10 видов, в фауне России 4 вида:
- Claviger antoniae Reitter, 1893 — Азербайджан, Армения
- Claviger araxidis Reitter, 1890 — Армения
- Claviger bimaculatus  Motschulsky, 1844
- Claviger caspicus Reitter, 1881 — Азербайджан
- Claviger ciscaucasicus Reitter, 1910 — Россия (Северный Кавказ)
- Claviger colchicus Motschulsky, 1837 — Россия (Северный Кавказ); Грузия, Азербайджан
- Claviger elysius Reitter, 1884 — ю.-в.Европа[6]
- Claviger emgei Reitter, 1885 — ю.-в.Европа[6]
- Claviger handmanni Wasmann, 1898 — ю.-в.Европа[6]
- Claviger ibericus Motschulsky, 1844 — Армения
- Claviger justinae Reitter, 1887 — Азербайджан
- Claviger lederi Reitter, 1877 — Грузия
- Claviger longicornis P.W.Muller, 1818 — Россия (Нижняя Волга); Украина
- Claviger merkli Reitter, 1885 — ю.-в.Европа и Турция[6]
- Claviger raffrayi Reitter, 1893 — Армения
- Claviger testaceus Preyssler, 1790 — Россия (Европейская часть); Прибалтика, Белоруссия, Украина... Турция
  - Claviger ssp. testaceus testaceus Preyssler, 1790 — Россия (Европейская часть); Прибалтика, Белоруссия, Украина